# 耿加怀
耿加怀（1950年—），山东淄博人，汉族，中华人民共和国政治人物、第十一届全国人民代表大会山东地区代表。
毕业于天津南开大学EMBA工商管理专业，是中共党员。担任兖矿集团董事局主席。2008年起担任全国人大代表。